# Abacetus alesi
Abacetus alesi es una especie de escarabajo terrestre de la subfamilia Pterostichinae.  Fue descrito por Jedlicka en 1936 y la especie se encuentra en Indonesia y Filipinas, Asia. 